# توني دورست
توني دورست (بالإنجليزية: Tony Dorsett) هو لاعب كرة قدم أمريكية أمريكي، ولد في 7 أبريل 1954 في روتشستر في الولايات المتحدة.

## وصلات خارجية
- توني دورست على موقع مرجع كرة القدم المحترفة.كوم (الإنجليزية)
- توني دورست على موقع IMDb (الإنجليزية)
- توني دورست على موقع الموسوعة البريطانية (الإنجليزية)
- توني دورست على موقع إن إن دي بي (الإنجليزية)
- توني دورست على موقع قاعدة بيانات الفيلم (الإنجليزية)